# Антрім (переписна місцевість, Нью-Гемпшир)
Антрім (англ. Antrim) — переписна місцевість (CDP) в США, в окрузі Гіллсборо штату Нью-Гемпшир. Населення — 1395 осіб (2020).

## Географія
Антрім розташований за координатами 43°2′39″ пн. ш. 71°57′4″ зх. д. / 43.04417° пн. ш. 71.95111° зх. д. (43.044034, -71.951027).  За даними Бюро перепису населення США в 2010 році переписна місцевість мала площу 11,70 км², з яких 11,68 км² — суходіл та 0,02 км² — водойми.

## Демографія
Згідно з переписом 2010 року, у переписній місцевості мешкало 1397 осіб у 561 домогосподарстві у складі 364 родин. Густота населення становила 119 осіб/км².  Було 607 помешкань (52/км²).
Расовий склад населення:
| - 97,1 % — білих - 0,6 % — азіатів - 0,4 % — корінних американців - 0,3 % — чорних або афроамериканців |

До двох чи більше рас належало 1,6 %. Частка іспаномовних становила 1,4 % від усіх жителів.
За віковим діапазоном населення розподілялося таким чином: 24,1 % — особи молодші 18 років, 62,1 % — особи у віці 18—64 років, 13,8 % — особи у віці 65 років та старші. Медіана віку мешканця становила 41,4 року. На 100 осіб жіночої статі у переписній місцевості припадало 92,2 чоловіків;  на 100 жінок у віці від 18 років та старших — 90,0 чоловіків також старших 18 років.
Середній дохід на одне домашнє господарство  становив 62 715 доларів США (медіана — 55 703), а середній дохід на одну сім'ю — 77 077 доларів (медіана — 78 906). За межею бідності перебувало 9,1 % осіб, у тому числі 10,6 % дітей у віці до 18 років та 3,4 % осіб у віці 65 років та старших.
Цивільне працевлаштоване населення становило 565 осіб. Основні галузі зайнятості: виробництво — 36,1 %, освіта, охорона здоров'я та соціальна допомога — 27,8 %, будівництво — 5,8 %, науковці, спеціалісти, менеджери — 5,7 %.